# Rivière aux Feuilles
Rivière aux Feuilles – rzeka we wschodniej Kanadzie, na północy prowincji Quebec. Nazwa („rzeka liści”) pochodzi prawdopodobnie od wierzb arktycznych, które rosną na brzegach tej rzeki. W języku inuktitut nazywa się ją Kuugaaluk („wielka rzeka”) lub Itinniq („tam, gdzie są wielkie przypływy”)
Rivière aux Feuilles wypływa z jeziora Lac Minto na północy Quebecu, a uchodzi do zatoki Ungava.
Dopływy rzeki to:
- Charpentier
- Nedlouc
- Descareaux
- Daunais
- Goudalie
- Vizien
- Brissard
- Qijuttuuk
- Cohade
- Tuktu
- Dufreboy
- Viennaux
- Papijjusaq
- Peladeau
- Fanfan.